# وست وود

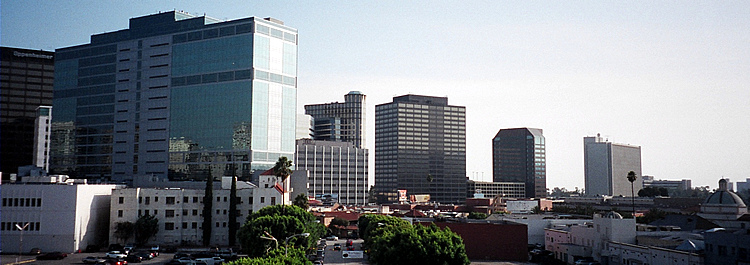
منظر لإحدى بنايات الحي.

وست وود هي أحد أحياء لوس أنجلوس بكاليفورنيا، وتشتهر بوجود جامعة كاليفورنيا، لوس أنجلوس بها. متوسط دخل الأسرة السكنية في الحي يبلغ، 89,946 دولارا، 

## معرض صور

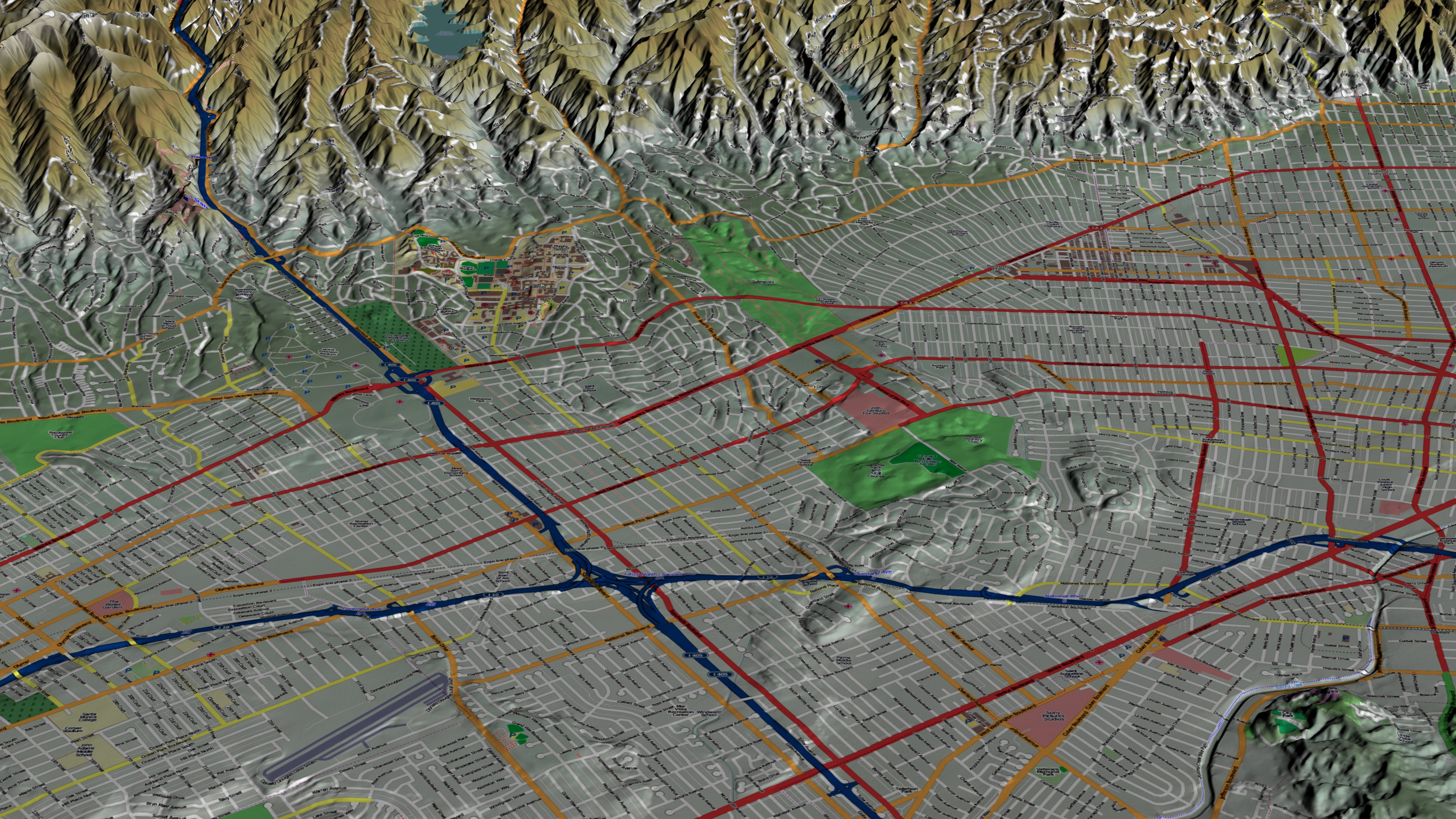
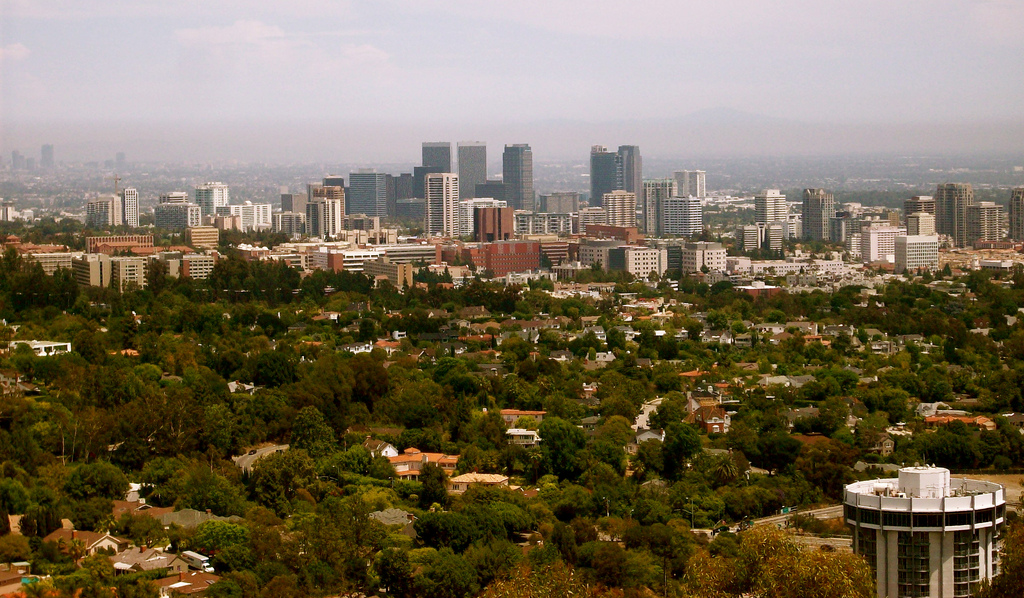
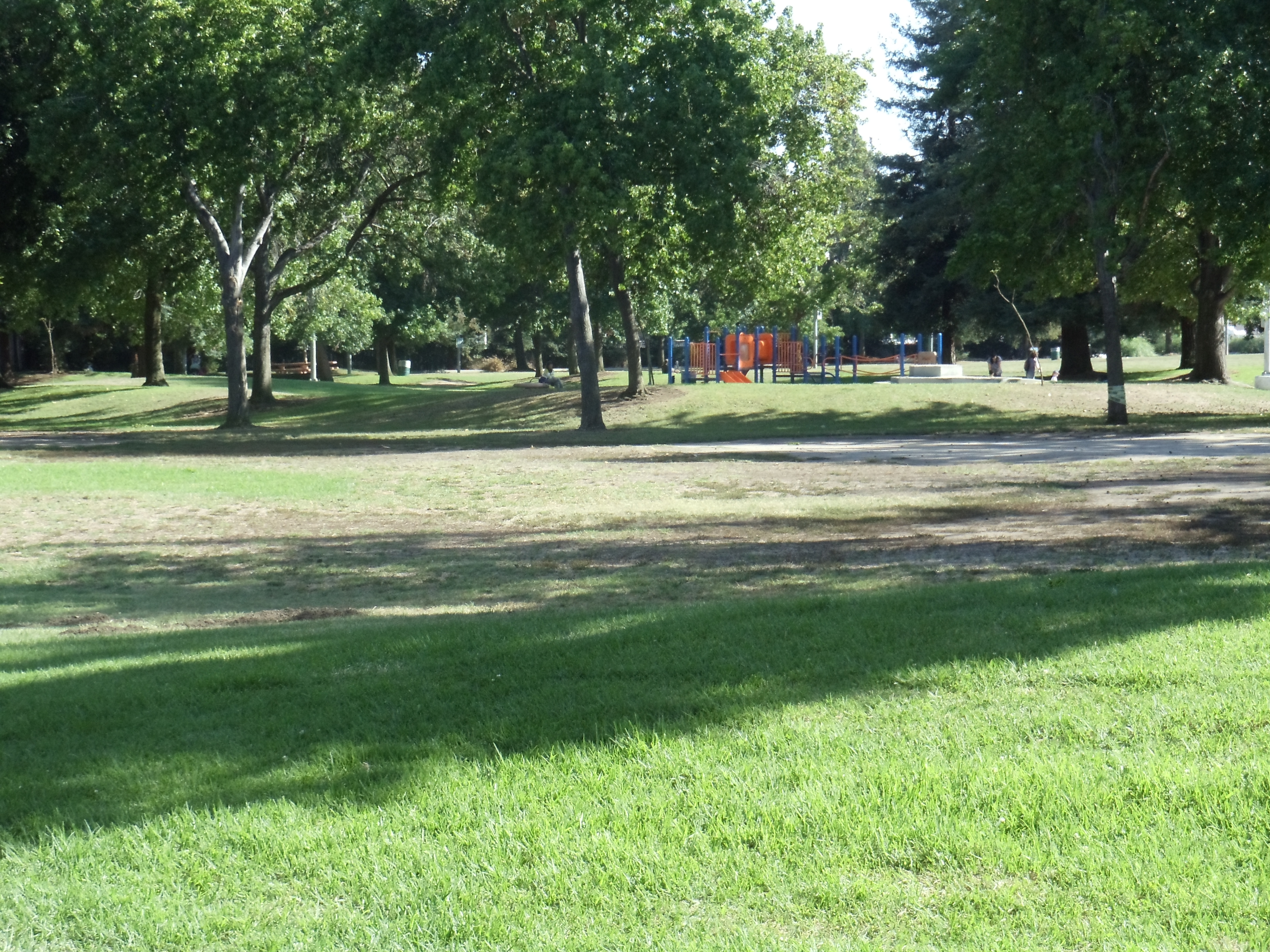
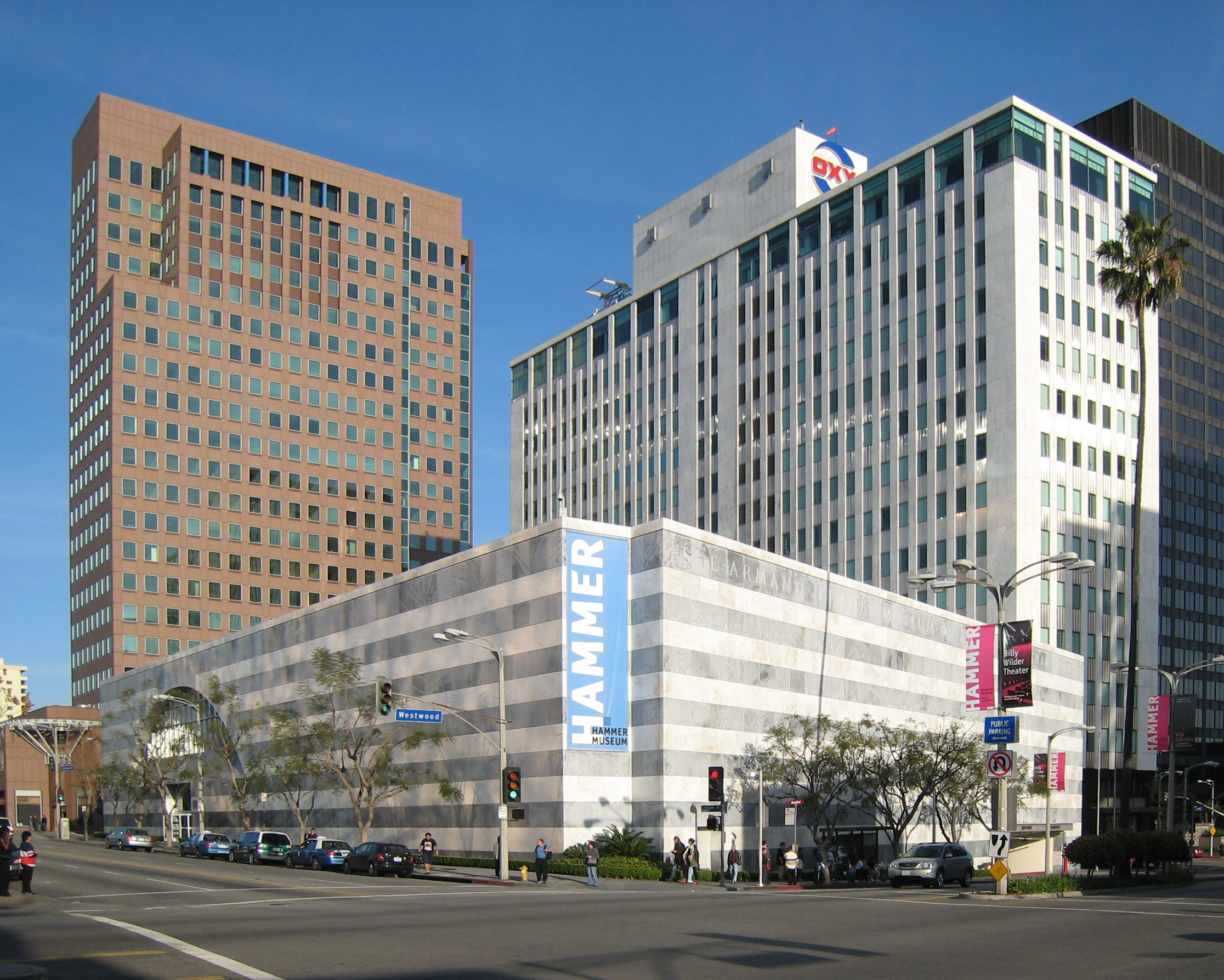

## أعلام
- ايلين تشانغ
- ميلدريد استير ماتياس
- الأميرة فايزة بنت فؤاد الأول
- بوب لارسون
- ساشا كوهن